# Эр-Ракка

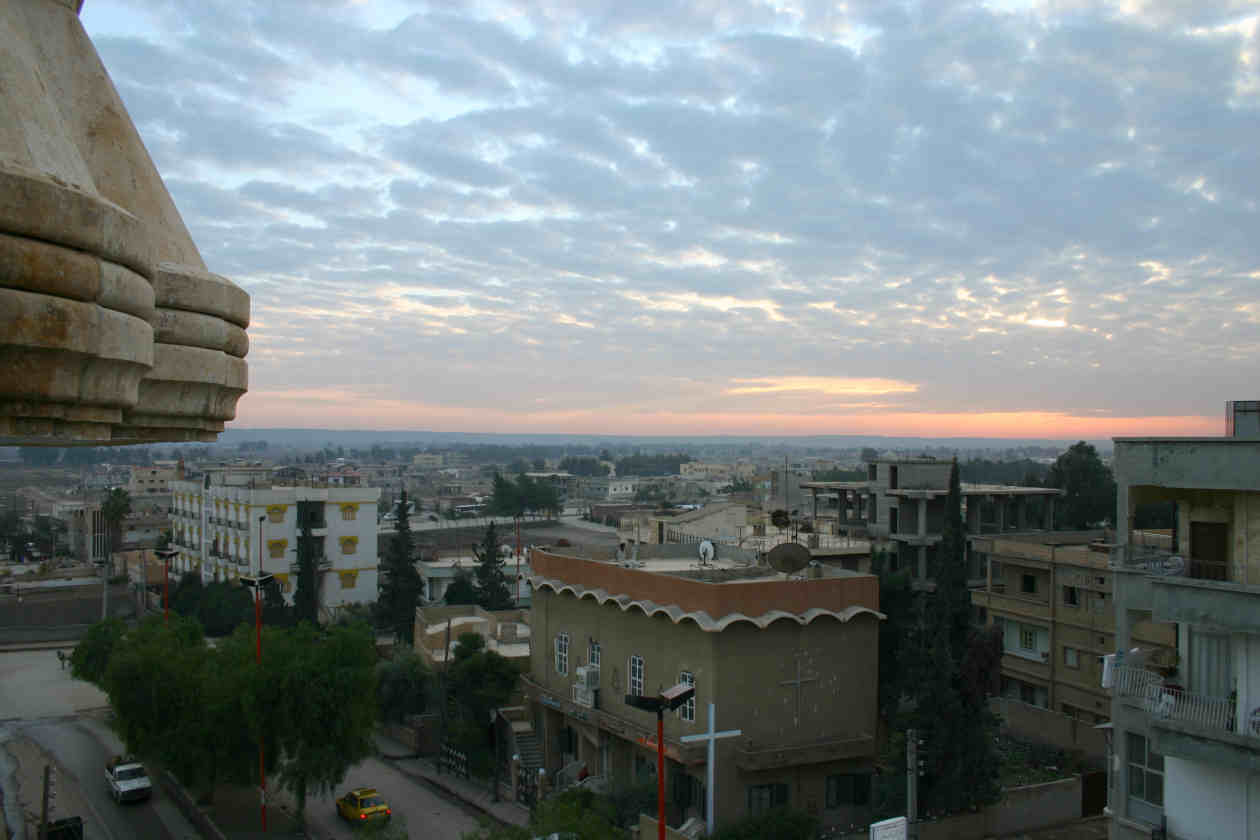

Эр-Ра́кка, Ра́кка (араб. الرّقّة‎, курд. Reqa) — город на севере Сирии, в Западном Курдистане, административный центр одноимённой мухафазы (области). Расположен на северном берегу реки Евфрат, в 160 км к востоку от Алеппо (Халеба). В 2017 году Ракка была почти полностью разрушена в результате ковровых бомбардировок США.
С середины 1970-х годов экономика города базируется на выработке электроэнергии на плотине Табка на Евфрате, сельском хозяйстве и добыче нефти на близлежащих месторождениях. Имеется небольшой исторический музей, дворец Аббасидов, Большая мечеть, построенная в VIII веке.

## История

### Персо-эллинистический и византийский периоды
Город Эр-Ракка был основан царём Селевком I Никатором (305/304—281 до н. э.) как Никифо́рий (Никефо́рион, др.-греч. Νικηφόριον) и закончен в 242 или 244 году до н. э. царём Селевком II Каллиником под названием Калли́ник (Καλλίνικον, лат. Callinicum). В византийский период город был увеличен и улучшен императором Львом I Макеллой (457—474) и переименован в Леонто́поль (Λεοντόπολις), однако чаще город продолжали называть Каллиником. В то время город был экономическим и военным центром. В 542 году н. э. город был разрушен при нашествии Сасанидов из Персии во главе с Хосровом I Ануширваном, но был позднее отстроен византийским императором Юстинианом I.

### Ранний исламский период

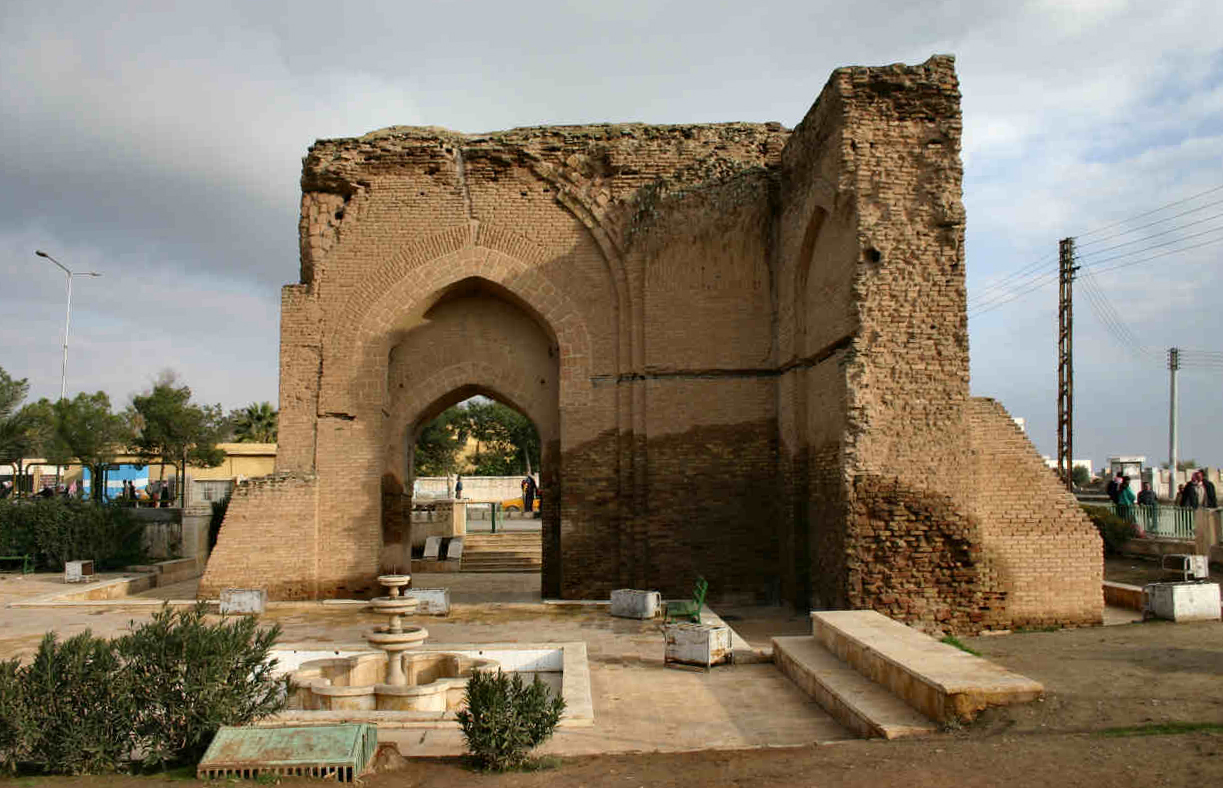
Остатки Багдадских ворот

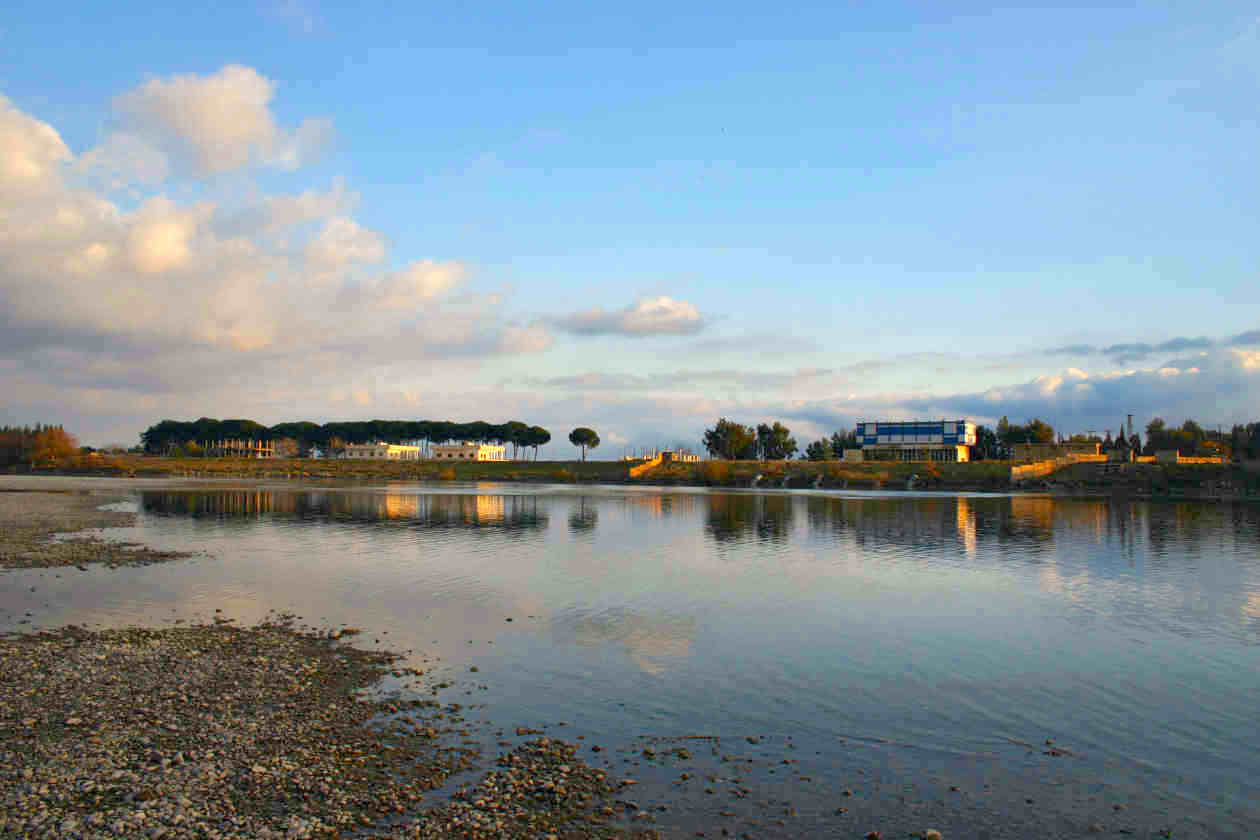
Берег реки Евфрат

В 639 году город был захвачен арабскими мусульманскими племенами. С тех пор он получил название Эр-Ракка. В 640 году строится первая мечеть.
Из-за стратегического положения значение Эр-Ракки ещё более возрастает во время войн при Омейядах и в начале правления Аббасидов. В 771—772 годах аббасидский халиф Аль-Мансур строит военный гарнизон в 200 м от Эр-Ракки.
В 796 году халиф Харун ар-Рашид принимает решение сделать Эр-Ракку своей резиденцией в империи. На протяжении тринадцати лет Эр-Ракка была формальной столицей империи Аббасидов, простиравшейся от Северной Африки до Центральной Азии, в то время как основной административный аппарат оставался в Багдаде. После переезда двора обратно в Багдад в 809 году Эр-Ракка осталась столицей западной части империи, включая Египет.

### Период упадка
В конце IX века Эр-Ракка пришла в упадок из-за продолжительных военных действий между Аббасидами и Тулунидами, а позднее с радикальными шиитами карматами. С конца X века до XII века город находился под контролем бедуинских династий.

### Период возрождения
Ракка пережила новый подъём в XII и первой половине XIII века, став сельскохозяйственным и ремесленным центром при Зангидах и Айюбидах. В этот период были построены Багдадские ворота.
Убитый атабек Имад ад-Дин Занги был изначально похоронен в Эр-Ракке.
Эр-Ракка была разрушена во время нашествия монголов в 1260-х годах. Имеются свидетельства о смерти последних жителей города в 1288 году.

### Османский период и XX век
В XVI веке Эр-Ракка опять упоминается в истории, на сей раз как таможенный пост Османской империи на Евфрате, был даже создан вилайят Ракка, столица которого, однако, находилась не в городе, а в 200 км к северу.
Город Эр-Ракка был вновь заселён в 1864 году, сначала как военная застава, затем как посёлок для арабских бедуинов, черкесов и чеченцев, которые спасались от войн на Кавказе в середине XIX века. При французском мандате было построено здание администрации, сейчас там находится городской музей.
В 1950-х годах мировой бум на хлопок стимулировал беспрецедентный рост города и культивацию земель в среднем течении Евфрата.

### XXI век. Гражданская война в Сирии
В марте 2013 года в результате боёв за Эр-Ракку город за несколько дней был занят силами террористической организации «Исламское государство»; город фактически стал столицей «Исламского государства».
С середины 2017 года на город велось наступление с нескольких сторон с целью очистить его от формирований ИГ. 14 октября было сообщено, что город полностью освобождён от террористов «Демократическими силами Сирии» (СДС), однако позже в штабе коалиции эту информацию не подтвердили.
Полностью город был занят силами «СДС» только 17 октября. Более 450 боевиков ИГ сдались и были отправлены в тюрьму города Ат-Танфа (Табка), ещё около 4 тыс. человек — 250 боевиков ИГ с оружием и боеприпасами, а также 3500 членов их семей — беспрепятственно выехали на грузовиках и автобусах по соглашению с местными властями и силами американской коалиции. 
В результате боёв за город и неизбирательных ковровых воздушных бомбардировок авиацией США, Эр-Ракка была освобождена, но при этом практически стёрта с лица земли. В результате бомбардировок авиации США, в городе не осталось ни одного целого здания и погибло большое количества мирного населения, в том числе и детей. По разным данным, в результате боёв погибло от 1300 до 1800 мирных жителей. Около 270 тыс. жителей бежали из города. После освобождения была установлен совместный курдско-арабский контроль над городом в лице Гражданского совета Ракки во главе с Лейлой Мустафой и шейхом Махмудом Шавахом аль-Бурсаном.
В октябре 2019 года, в ходе проводимой Турцией на севере Сирии военной операции «Источник мира», в город вошли сирийские войска.
9 декабря в город впервые вошли российские военные патрули.